# میئوگوست رچک
میئوگوست رچک (لهستانی: Miłogost Reczek؛ ‏ ۱۰ فوریهٔ ۱۹۶۱ – ۱۴ دسامبر ۲۰۲۱) بازیگر و صداپیشه اهل لهستان بود. وی بین سال‌های ۱۹۸۴ تا ۲۰۲۱ میلادی فعالیت می‌کرد. او دوبلور لهستانی هومر سیمپسون در فیلم سیمپسون‌ها بود.
از فیلم‌ها یا مجموعه‌های تلویزیونی که وی در آن‌ها نقش داشته‌است، می‌توان به هنرمندان، ژنرال نیل، جاسوسان ورشو، جهان به روایت خانواده کیپسکی، قانون حقیقی، عشق اول، در خوشی و سختی، قانون حقیقی و پدر متیو اشاره نمود.